# Granastyochus picticauda
Granastyochus picticauda är en skalbaggsart som först beskrevs av Bates 1881. Granastyochus picticauda ingår i släktet Granastyochus och familjen långhorningar.
Artens utbredningsområde är:
- Guatemala.
- Honduras.
- Panama.

Inga underarter finns listade i Catalogue of Life.